# Troel
Troel is een pop in het kinderprogramma Sesamstraat gedurende het tweede seizoen in 1977.
Zij is het speelkameraadje van Pino en Tommie. Tommie en Troel lijken ook op elkaar, zij het dat Troel een gele kleur heeft. Het dier wordt omschreven als een poedel.
Na het tweede seizoen keerde Troel niet meer terug op het scherm, omdat de producenten vonden dat zij te veel een stereotiep meisje was, terwijl het programma juist een feministische inslag moest hebben.Een krant in Nederland noemde een andere reden voor haar vertrek: de poppenspeelster zou te weinig betaald krijgen in vergelijking tot de andere acteurs.
In het vijfde seizoen van Sesamstraat in 1980 kregen Pino en Tommie een nieuw vrouwelijk speelkameraadje, de muis Ieniemienie.

## Actrice
- Marijke Boon